# Volunteers
1969 novemberében jelent meg a Jefferson Airplane amerikai rockegyüttes hatodik albuma, a Volunteers. Megjelenése idején komoly vitákat kavart a dalok háborúellenes szövegei miatt. Eredeti címe Volunteers of Amerika (Amerika önkéntesei) lett volna, de az RCA nyomására végül elvetették az ötletet.
Ez volt az együttes első albuma, amit az akkor újonnan épült Wally Heider Studiosban vettek fel. A felvételeken részt vevő külsős zenészek között volt Nicky Hopkins zongorista, Jerry Garcia, aki pedálos steelgitáron játszott, valamint David Crosby és Stephen Stills is. A Volunteers volt az egyik első album, amit egy 16 sávos keverőpulton rögzítettek. A hátsó borítón látható a felvételekhez használt MM-1000 típusú, 16 sávos felvevő, amit az Ampex gyártott.
Az albumot sokan a háborúellenes, anarchista felhangokkal rendelkező hippi filozófia sztereotípiájának tartják. A The Farm és az Eskimo Blue Day című dal a hippi gondolkodásmódra jellemző közösségi, természeti és ökológiai témákat is megemlíti. A címadó dalt egy Volunteers of America feliratú szemétszállító ihlette, ami egy reggelen Marty Balint ébresztette fel. Még nagyobb vitát kavart néhány dalszöveg, például az „up against the wall, motherfucker” a We Can Be Together című dalban, vagy az Eskimo Blue Dayben többször is elhangzó shit szó. Zeneileg az album középpontjában Jorma Kaukonen gitárszólói és Nicky Hopkins egyedülálló zongorajátéka állnak.
Ez volt az Airplane utolsó albuma, melyet Marty Balinnel és Spencer Drydennel vettek fel (akik azonban még közreműködtek az 1970-ben megjelent Have You Seen the Saucers? című dalban). A Volunteers után az együttes két évig nem jelentkezett új dalokat tartalmazó albummal. Jack Casady és Jorma Kaukonen egyre többet foglalkozott Hot Tuna nevű együttesével, Paul Kantnernek és Grace Slicknek pedig 1971-ben gyermeke született.
Bár az album 1969 végén jelent meg, a borítón látható kép 1967-ben, a Martha című dalhoz tartozó promóciós film forgatásán készült.
1973-ban az albumnak egy újrakevert kvadrofon hangzású változata is megjelent. Ez bakelitlemezen, orsós és 8 sávos magnószalagon volt kapható. A kvadrofon keverés több helyen is eltér a sztereó változattól. Az 1992-es Jefferson Airplane Loves You című válogatásalbumra néhány dal felkerült a kvadrofon változatról, ám ezek már csak két hangsávval rendelkeztek. A 2004-es új kiadáson öt dal hallható az együttes 1969-es, Fillmore Eastben tartott hálaadásnapi koncertjéről.
Az albumot 2003-ban a Rolling Stone Minden idők 500 legjobb albumát felsoroló listáján a 370. helyre sorolták.

## Az album dalai

### Első oldal
1. We Can Be Together (Paul Kantner) – 5:48
2. Good Shepherd (tradicionális, Jorma Kaukonen feldolgozása) – 4:21
3. The Farm (Paul Kantner/Gary Blackman) – 3:15
4. Hey Fredrick (Grace Slick) – 8:26

### Második oldal
1. Turn My Life Down (Jorma Kaukonen) – 2:54
2. Wooden Ships (David Crosby/Paul Kantner/Stephen Stills) – 6:24
3. Eskimo Blue Day (Grace Slick/Paul Kantner) – 6:31
4. A Song for All Seasons (Spencer Dryden) – 3:28
5. Meadowlands (tradicionális, Grace Slick és Paul Kantner feldolgozása) – 1:04
6. Volunteers (Marty Balin/Paul Kantner) – 2:08

### Új dalok a 2004-es kiadáson
1. Good Shepherd (Live) (tradicionális, Jorma Kaukonen feldolgozása) – 7:20
2. Somebody to Love (Live) (Darby Slick/Grace Slick) – 4:10
3. Plastic Fantastic Lover (Live) (Marty Balin) – 3:22
4. Wooden Ships (Live) (David Crosby/Paul Kantner/Stephen Stills) – 7:00
5. Volunteers (Live) (Marty Balin/Paul Kantner) – 3:26

## Közreműködők
- Grace Slick – ének, zongora (4, 7, 10), orgona (9), furulya (7)
- Paul Kantner – ritmusgitár, ének
- Marty Balin – ének, csörgődob, ritmusgitár
- Jorma Kaukonen – szólógitár, ének
- Jack Casady – basszusgitár
- Spencer Dryden – dob, ütőhangszerek
- Nicky Hopkins – zongora (1, 4, 6, 8, 10)
- Stephen Stills – orgona (5)
- Jerry Garcia – pedálos steelgitár (3)
- Joey Covington – konga (5), szék (7)
- David Crosby – zene/vitorlás
- Ace of Cups – vokál (3, 5)
- Bill Laudner – vokál (8)

### Produkció
- Rich Schmitt – hangmérnök
- Maurice – 16 sávos keverés
- Pat Ieraci Mauriceman – 16 sávos keverés
- Airplane – album design
- Jim Marshall – borítókép
- Jim Smircich – hátsó borító
- Little Herbie Greene – PB & J-kép (peanut butter & jam, vagyis mogyoróvaj és lekvár, ami a belső borítón látható szendvicsen van)
- Gut – album design, és ő ette meg a PB & J-t
- Milton Burke – album design
- Al Schmitt – producer